# Kanał Irtysz-Karaganda
Kanał Irtysz-Karaganda (kaz.: Ертіс-Қарағанды каналы, Jertys-Karagandy kanały; ros.: канал Иртыш-Караганда, kanał Irtysz-Karaganda) – kanał w północno-wschodnim Kazachstanie, biegnący od Irtyszu koło miasta Aksu do Karagandy. Ma długość 458 km. Szerokość wynosi 20–40 m, głębokość 5–7 m. Przepływ w punkcie zasilania kanału przez Irtysz wynosi ok. 75 m³/s. Budowę kanału ukończono w 1974 roku. Jego głównym zadaniem było zaopatrzenie w wodę dużych miast – Jekybastuzu, Temyrtau oraz Karagandy. W 2002 roku zbudowano odnogę kanału dla zasilania w wodę stolicy Kazachstanu – Astany.